# Атешгях
Атешгях (азерб. Atəşgah) — храм огня в Азербайджане, на Апшеронском полуострове, в 30 км от центра Баку, на окраине селения Сураханы в Сураханском районе, в разное время почитавшийся зороастрийцами, индуистами и сикхами. Возник в XVII—XVIII вв. на месте «вечных» неугасимых огней — горящих выходов естественного газа, благодаря чему храм и носит название «Атешгях», что означает «Место огня».
Архитектурный комплекс представляет собой в плане шестиугольник с зубчатой внешней стеной и входным порталом, в центре двора которого возвышается четырёхугольный главный храм — алтарь, который был местом паломничества огнепоклонников.
Дата строительства комплекса сооружений храма относится к 1713 году. Сам храм, предположительно, существовал издавна и дошёл до нас, сохранив свой первоначальный план. Алтарь огня в некоторой степени отражает древнюю традицию строительства алтарей, распространённых на территории Азербайджана ещё в мидийскую эпоху. Отсюда и следует то, что план алтаря огня имеет традиционный вид, с четырьмя столбами по углам квадрата с центральным пространством, перекрытым куполом и открытым со всех четырёх сторон.
Музей под открытым небом распоряжением президента Азербайджана объявлен Государственным историко-архитектурным заповедником. Среднее число посетителей музея в год составляет около 15 000 человек.
В 1998 году «Атешгях» был представлен в ЮНЕСКО для внесения в Список объектов Всемирного наследия.

## История

### Поклонение огню в Закавказье в раннем средневековье
Территория близ Баку уже в раннем средневековье упоминалась в источниках как местность горения неугасаемых огней. Согласно Саре Ашурбейли, самое раннее упоминание об этом феномене встречается у византийского автора V века Приска Панийского. О выходах горючего газа здесь писали средневековые армянские и арабские авторы VII—X вв. аль-Истахри, аль-Масуди и др., а также более поздние восточные и западно-европейские источники. Наиболее же сильные выходы газа были в селении Сураханы.
Наиболее ранее упоминание о зороастрийском поклонении огню в Закавказье относится к эпохе Сасанидов, которые основывали здесь храмы огня. Из надписи верховного мобеда Картира (III в.) на «Кааба Зороастра» следует, что он учреждал священные огни в Закавказье и назначал жрецов служить им: «и вплоть до страны… Албании и Баласакана вплоть до Албанских ворот… тех магов и огней, что были в тех странах, я упорядочил, я не допускал совершать обиды и грабежи, и то, что было у них отнято, я также возвратил; и я привёл их в свою страну, и я веру маздаяснийскую и хороших магов сделал превосходными и почитаемыми».
В 624 году император Ираклий вторгся в район Баку и разрушил много храмов, где персы поклонялись горящему газу..
Некоторые исследователи полагают, что Атши — это искажённое «Аташ» («огонь»), а Аташи-Багуан — «место священных огней», под которым подразумевался нынешний Баку.

### XVII—XVIII века
Примерно с XV—XVI веков расширяются дипломатические и торговые отношения Ширвана с Индией. На средства купцов из Северной Индии — торговцев тканями и пряностями, и, по-видимому, приверженцев шиваизма и сикхской секты моннас, место почитания огня у с. Сураханы было восстановлено и использовалось в качестве индуистского и сикхского святилища. В XVII веке источники отмечают паломников-индусов, прибывших в Баку на поклонение огню. Наиболее ранняя постройка храма относится к 1713 году. К наиболее поздним относится центральный храм-алтарь, выстроенный, как гласит надпись, на средства купца Канчанагара в 1810 году.
В течение XVIII века вокруг святилища, пристраиваясь друг к другу, выросли молельни, кельи, караван-сарай. На кельях памятника имеются резные по камню надписи, исполненные шрифтами индийского письма — даванагари и гумруки. В начале XIX века храм уже имел тот вид, в котором он дошёл до нас. Выстроенный в местных архитектурных традициях, Атешгях сочетает в себе черты древних алтарей огня. Это пятиугольное в плане сооружение, с зубчатой внешней стеной и входным порталом. В центре внутреннего двора возвышается четырёхугольная ротонда главного храма-алтаря. Над входным порталом устроена традиционная на Апшероне гостевая комната — «балахане».
Близ храма-святилища находится четырёхугольная яма, теперь совершенно заваленная камнями, где прежде сжигали тела мертвых индусов на священном огне. Отшельники, насчитывающие несколько десятков человек, жившие в Атешгях, поклонялись огню, вели аскетичный образ жизни, истязая свою плоть и очищая душу. Они вешали на себя цепи, вес которых достигал более 30 кг, лежали на негашёной извести — до омертвления отдельных частей тела. Они не трудились, жили за счёт пожертвований индийских купцов. Отшельники верили, что душа человека после смерти перерождается и возвращается вновь на Землю. А в каком обличье — знатного человека или какого-нибудь животного — зависит от кармы — суммы добрых и злых дел.
Кроме этого, есть ряд сведений о том, что помимо индуистов и сикхов в храме присутствовали и зороастрийцы (парсы и гебры).
Шарден в 60-х гг. XVII в. сообщает о персах-гебрах, почитавших вечно горящий огонь, находившийся в двух днях пути от Шемахи, то есть на Апшеронском полуострове.
Э. Кемпфер, посетивший Сураханы в 1683 г., писал, что среди людей, поклонявшихся огню, двое являются потомками персов, переселившихся в Индию, то есть причисляет их к парсам.
Французский иезуит Виллот, живший в Азербайджане с 1689 г., сообщает, что Атешгях почитается индусами и гебрами, потомками древних персов.
И. Лерх, посетивший храм в 1733 г., писал, что тут присутствуют «12 гебров или древних персидских обожателей огня».
Дж. Ганвэй посетил Баку в 1747 г. и оставил несколько записей об Атешгяхе. Людей, почитавших огонь в Аташгяхе, он именует «индийцами», «персами» и «гебрами».
С. Гмелин, посетивший Аташгях в 1770 г., писал, что в Атешгяхе присутствуют индийцы и потомки древних гебров".
В 1820 году храм посетил Жак Франсуа Гамба, французский консул. По его словам, храм именуется как Zartichigay, и жили при нём частью индусы, частью персидские гебры, последователи Зороастра.
Несмотря на то, что храм преимущественно использовался как индуистский, его архитектура отличается от архитектуры индуистских храмов: сам храм представляет собою «чахар-таг» — сооружение, состоящее из четырёх полукруглых арок, обращённых к четырём сторонам света.
Традиция возведения храмов огня в форме чахар-тага относится к сасанидскому стилю строительства храмов огня, который был распространён на западе империи. Храмы огня такого типа находились в Ани (ныне вилайет Карс в Турции), Ниасаре (в провинции Исфахан в Иране) и других областях.
По мнению Дж. Рассела, возможно, что храм в Баку был центром зороастрийского поклонения на Кавказе ещё до того, как была построена существующая ныне святыня.

## Посвятительные надписи
Над входами некоторых из келий размещены каменные таблички с краткими посвятительными надписями. До настоящего времени сохранилось 14 индуистских, 2 сикхских и одна персидская (зороастрийская) надпись.
Джексон, посетивший храм в начале XX века, отмечает всего 18 надписей. Самая ранняя из этих надписей датирована Самват 1770 (1713 г. н. э.).
14 из этих надписей помещены в «Атласе к путешествию Б. А. Дорна по Кавказу и южному побережью Каспийского моря» (СПб., 1895, разд. III, 7 лл. Ср. также: Б. А. Дорн. Отчёт об учёном путешествии по Кавказу и южному берегу Каспийского моря. Труды ВОАО, VIII, отд. оттиск, 1861, стр. 36.). В 1950 г. Дж. М. Унвала опубликовал фотографии 16 из этих надписей с переводом 2 надписей, исполненных алфавитом гурмукхи и с предлагаемым им частичным чтением некоторых надписей, исполненных алфавитом деванагари, и одной персидской надписи. Перевода надписей на деванагари Дж. М. Унвала не даёт, ссылаясь на то, что ни он, ни ряд известных санскритологов не могли их полностью дешифровать.
В конце некоторых надписей имеются датировки, позволяющие установить, что они изготовлялись в XVIII—XIX вв. Некоторые индуистские надписи сильно повреждены, что затрудняет их расшифровку.
Индуистские надписи
Индуистские надписи составлены на хиндустани и диалекте марвари и исполнены алфавитом деванагари и разновидностью алфавита махаджани, гласные в котором обычно не обозначаются, что сильно затрудняет чтение.
Почти во всех индуистских надписях имеется вступительная формула на санскрите: Šri Ganešāya namah «Поклонение почитаемому [богу мудрости] Ганеше». В некоторых надписях также встречаются стихотворения (шлока) и отдельные фразы на испорченном санскрите.
Наибольшее внимание привлекает надпись шрифтом Нагари со свастикой, размещённая на центральном алтаре
оригинал
транслитерация
перевод
1. Ом, поклонение почитаемому Ганеше
2-3-4. Благополучие! В эру почитаемого царя Викрамадитьи для
почитаемого огня портал построен. Странствующий аскет Канчангир отшельник
5. Махадевы Котешвары, Рамадаты житель.
6. Восьмой день тёмной половины асоджа 1866 года.
комментарии
Ганеша — бог мудрости. Эра Викрамадитьи исчисляется с 58 г. до н. э. Датировка в конце надписи (строка 6) даётся по этой эре. Махадева — эпитет Шивы. Упоминание этого имени в надписи указывает на то, что её автор (Канчангир) — шиваит. Асоджа — седьмой месяц индийского календаря. Соответствует концу сентября и началу октября григорианского календаря. 1866 г. эры Викрамадиться соответствует 1810 г. н. э.
Только вступительная фраза: Sri Ganesaya namah является санскритской в полном смысле этого слова, то есть состоит из санскритских слов и построена с соблюдением правил санскритской грамматики. Остальной текст надписи составлен на хиндустани.
Сикхские надписи
Обе надписи выполнены на пенджаби письмом гурмуки, состоят из семи строк. Строки отделены друг от друга горизонтальными линиями. Надписи содержат вступительные формулы из Джапуджи-сахиб, ежедневных молитв сикхов.
Надпись 1
оригинал
транслитерация
l. Ek Oang Kaar. Satinām kartāpurakh(u) nirbhāo
2. nirvair Akal moorat(i) ajoonee
3. saibhang gurprasad || Vahuguruji sahai
4. baba [Та] gadasa Bamgevale ka chela Mela
5. rama jisaka chela [karatarama] udasi ||
6. [Sa]va [laji] dharatna [ki] jaga banāi gayi
7. dha " guru " vara « buja»
перевод
Эк Оанг Кар. Да будет Гуру милостив (имя) которого истина, который человекосоздатель без страха, без ненависти, без смертной формы, без происхождения (и) саморожден.
Да будет милостив Гуру помощью!
Был баба (Та) гадаса, житель Бамга, учеником которого был Меларама,
учеником которого был (Каратарама) Удаси.
(Это) священное место (называемое) Джаваладжи было построено…
Надпись 2
транслитерация
1. Om safinama karatapurakha nlrabhaii
2. niravai fra] akalamurati ajuni saibham
3. guraprasadi ||   japn adi [sa] chu jugadisa—
4. chu hai bhi sachu nanaka hosi bhi sachu ||   satiguru [pra?]—
5. sadi bava Jadusahs [sukha] jisaka chela
6. bava Kagusa (a) ha ji [sa*] ka chelaba (a) va Bamkesaha jiska chle]—
7. !a " rasaha dharama ki jagaha bana (a) i
перевод
Ом. Да будет Гуру милостив, имя (которого) истина, (который) человекосоздатель, без страха, без ненависти,
без смертной формы, без происхождения (и) саморожден.
О Нанака! Подумай о (этой) вечно бесконечной реальности, (которая) истинна (и) всегда останется истинной!
Да будет милосердный Гуру милостив!
(Был) бава Джадусаха-(суха), учеником которого (был) бава Бамкесаха,
учеником которого… расаха построил это священное место.
комментарии
Бамга — известный город в районе Джалунджара в Пенджабе. Имена лиц, упомянутых в надписях, не оканчиваются на сингх. как обычно имена сикхов. Это указывает на то, что эти лица не были сикхами в строгом смысле, а были моннас (то есть «бритые») — лицами, придерживающимися веры сикхов, но не соблюдающими внешних ритуалов, предписанных сикхизмом.
В первой надписи упомянута Дживаладжи — индуистская богиня, не почитаемая сикхами. Соображение, что Нам-Дхарис свободен исповедовать одновременно индусскую религию наряду с сикхской, возможно, дальше объяснит эту аномалию.
Зороастрийская надпись
Надпись написана в стихотворной форме и состоит из четырёх строк:
оригинал
آتشی صف کشیده همچون دک
جیی بِوانی رسیده تا بادک
سال نو نُزل مبارک باد گفت
خانۀ شد رو سنامد (؟) سنة ۱۱۵٨
транслитерация
ātaši saf kešide hamčon dak
jeyi bavāni reside tā bādak
sāl-e nav-e nozl mobārak bād goft
xāne šod ru *sombole sane-ye 1158
перевод
Огонь горит как сплошной ряд
Исфахан(ец) из Бавана пришёл до Бадака
«Да будет благословен наступающий Новый Год», — сказал он.
Дом был поставлен в (месяце) Сомболе в год 1158-й.
комментарии
В первой строке автор говорит о ряде или кольце огней, горящих в кельях вокруг храма.
Во второй строчке автор говорит, что он родом из Исфахана и Бавана и достиг города Бадак. «Джей» — арабизированная форма от «Гай» — одного из ранних названий г. Исфахана.
Баван — небольшая деревня к югу от Исфахана,. В Исфахане и его пригородах с начала XVII в. существовала зороастрийская община. При шахе Султан Хусейне (1694—1722) почти все зороастрийцы Исфахана были насильственно обращены в ислам, спаслись лишь немногие. До сих пор в районе Йезда есть семьи, ведущие своё происхождение от таких беглецов. Слово «Бадак» использовано как уменьшительное название г. Баку для сохранения рифмы стиха. (Название Баку в источниках XVI—XVIII вв. в. писалось как Бадку, Бад-е кубе).
В третьей строчке говорится о наступающем Новом Годе, в конце стиха упоминается созвездие Сомболе — созвездие Колоса (Девы), приходящееся на 22 августа — 22 сентября. В написании названия месяца мастер по ошибке переставил l и h в конце слова. В последней строке надписи местным резчиком по камню указан год — 1158-й, что соответствует 1745 г. н. э. и совпадает с датировкой соседней индуистской надписи, где указана дата Самват 1802, что тоже соответствует 1745 г. н. э.
Зороастрийцы Ирана использовали свой календарь, празднуя Новый Год (Новруз) в день весеннего равноденствия. Но в XI в. календарная система зороастрийцев пришла в упадок из-за того, что они перестали проводить високосные интеркаляции. Таким образом, Новруз по их календарю стал смещаться относительно своей изначальной даты и к 1745 г. день Новруза приходился на 22 сентября, то есть в период месяца Колоса. Данный календарь называется «кадми» и использовался зороастрийцами Ирана вплоть до XX века, когда они вновь восстановили традицию празднования Новруза в день весеннего равноденствия.

##### XIX—XX века
В XIX веке, после окончания русско-персидский войн и вхождения Закавказья в состав Российской империи, сураханский Аташгях стал известен в России и довольно часто посещался русскими и европейскими путешественниками.
В 1820 году храм посетил Гамба, французский консул. По словам Гамбы, здесь жили частью индусы, частью персидские гебры, последователи Зороастра.
В 1840 году караимский учёный Авраам Фиркович посетил Дербент, где участвовал в религиозном споре с зороастрийцем из Баку, о чём написал в своей работе «Авней-Зикарон». И хотя русский комендант представил его оппонента как брамина, из самого спора следует, что Фиркович дискутировал с зороастрийцем. Фиркович спросил его: «Почему вы поклоняетесь огню? Разве это не такое же творение, как и всё прочее сотворённое?» Зороастриец из Баку ответил, что они не поклоняются огню как таковому, а почитают Творца (Q’rt’), символом которого является огонь. Термин, используемый для обозначения Творца, записанный Фирковичем как Q’rt’ есть пехлевийское Kerdar, то есть «Созидатель». Спор шёл на тюркском языке, то есть бакинский зороастриец владел азербайджанским языком.
В ноябре 1858 года Аташгях посетил французский писатель Александр Дюма-отец, который в своих воспоминаниях называл служителей храма «парсами», «гебрами» и «маджи» (то есть магами).
Англичанин Асшер посетил Аташгях 19 сентября 1863 года. Он называет его «Аташ Джа» и говорит, что в храме присутствуют паломники из Индии и Персии.
Немецкий барон Макс Тильман посетил этот храм в октябре 1872 года. В своих воспоминаниях он писал: «Община парсов Бомбея направила сюда своего священника, который; по прошествии нескольких лет будет сменён. Его присутствие необходимо, поскольку сюда прибывают паломники с окраин Персии (Йезд, Керман) и из Индии и остаются в этом священном месте в течение нескольких месяцев или лет».
В 1876 году Аташгях посетил английский путешественник Джеймс Брюс. Он отмечал, что панчаят парсов Бомбея обеспечивает постоянное присутствие в храме своего смотрителя. Пьер Понафидин, посетивший храм примерно в это же время, упоминает о двух парсийских мобедах из Бомбея.
Эрнест Орсоль, посетивший храм уже после Брюса, отмечает, что после того как в 1864 г. парсийский священнослужитель умер, панчаят парсов Бомбея через несколько лет направил сюда другого священнослужителя, но паломники, приходившие сюда из Индии и Ирана, уже забыли это святилище, и к 1880 г. там уже никого не было.
О’Донован посетил храм в 1879 году и упомянул о «религиозном богослужении гебров».
В 1898 году в журнале «Men and Women of India» была опубликована статья под названием «Древний зороастрийский храм в Баку», где автор называет Аташгях «парсийским храмом» и отмечает, что последний зороастрийский представитель был направлен туда около 30 лет назад (то есть в 1860-х годах).
В 1905 году Дж. Генри в своей книге также указывает, что 25 лет назад (то есть примерно в 1880 году) в Сураханы умер последний парсийский священнослужитель.
В 1855 году с разработкой нефтегазовых промыслов недалеко от храма был построен завод, и естественные огни Аташгяха стали постепенно ослабевать. В 1887 году храм с уже сильно ослабевшими огнями посетил император Александр III. Окончательно огни храма угасли 6 января 1902 года.
Исследователь М. С. Саяпин писал, что в начале XX в. какой-то старик из апшеронского села Говсан, расположенного в 11 км от Сураханы, говорил ему, что ещё на его памяти (то есть во второй половине XIX века) вокруг него жили старики, поклонявшиеся огню, хотя их дети уже были мусульманами
В 1925 году по приглашению «Общества обследования и изучения Азербайджана» в Баку прибыл парсийский профессор Дж. Дж. Моди, где встретился с тогдашним руководителем республики — Самед-Ага Агамалы оглы Алиевым. Во время встречи Моди отметил, что парсийская традиция всегда помнила Азербайджан как страну вечных огней и своё прибытие в Баку он рассматривает как паломничество к морю Воурукаш и храмам вечного огня. Он также сообщил, что в парсийских рукописях упоминаются «храмы огня на западном берегу Хазарского моря». Моди совершил богослужение на берегу Каспия, посетил Девичью башню, которую он считал древним Аташкаде (храмом огня), о чём позже писал в своих воспоминаниях. Парсийский учёный посетил полностью заброшенный к тому времени Аташгях, но из-за наличия большого количества атрибутов индуистской религии (надписи над входами в кельи, тришул на крыше чахартага) он не усмотрел в его архитектуре («чахар-таги») черт храмов огня Сасанидского периода и ошибочно причислил Аташгях к индуистским храмам.
После 1922 года храм огня Атешгях был закрыт и 40 лет использовался как складское помещение, что нанесло непоправимый ущерб существовавшим там уникальным росписям. Практически все они были утрачены.
В 1962 году по предложению тогдашнего председателя Бакинского городского исполнительного комитета Алиша Лемберанского храм был возрождён в качестве музея. В 1964 году после проведённых реставрационных работ Атешгях был торжественно открыт для посещения.
В 2012 году храм был вновь частично отреставрирован.
В 1998 году храм огнепоклонников «Атешгях» был представлен в ЮНЕСКО (англ. UNESCO — The United Nations Educational, Scientific and Cultural Organization) для внесение в Список объектов Всемирного наследия. Заявка и её обоснование для внесения храмового комплекса в Список объектов Всемирного наследия ЮНЕСКО (англ. WHL — World Heritage List) подготовлены руководителем отдела научных проблем реставрации памятников архитектуры Института архитектуры и искусства Академии наук Азербайджана, президентом ИКОМОС Азербайджан — Азербайджанского комитета международного совета по сохранению памятников и достопримечательных мест (англ.  ICOMOS — International Council on Monuments and Sites) Гюльнарой Мехмандаровой.
Атешгях часто посещается парсийскими и иранскими зороастрийцами, которые проводят здесь религиозные службы,.

## Иные храмы огня, именуемые «Атешгях»
Ещё одним древнейшим атешгяхом Азербайджана считается атешгях, находящийся в 5 км к западу от села Хыналыг на месте природного выхода газа.
Кроме этого, храм с подобным названием располагался в Иране в городе Исфахан. В настоящее время он также музеефицирован и является одной из достопримечательностей города.

## В литературе
Жюль Верн устами Клодиуса Бомбарнака, героя одноимённой повести, так описал Атешгях:
Мне хотелось посетить знаменитое святилище Атеш-Гах, но оно находится в двадцати двух верстах от города, и я бы не успел обернуться. Там горит вечный огонь, уже сотни лет поддерживаемый парсийскими священниками, выходцами из Индии, которые не едят животной пищи. В других странах этих убежденных вегетарианцев считали бы просто любителями овощей.